# Adam Davies (cầu thủ bóng đá, sinh 1992)
Adam Rhys Davies (sinh ngày 17 tháng 7 năm 1992) là một cầu thủ bóng đá chuyên nghiệp người xứ Wales hiện thi đấu ở vị trí thủ môn cho câu lạc bộ Sheffield United tại Championship và đội tuyển quốc gia Wales. 